# M·沙普提亞
M·沙普提亞是一間著名的葡萄酒供應商，位於法國羅納河的泰恩·拉密塔日地區，是該地區最古老的酒廠之一，始創於1808年。此公司過去一直都平平無奇，直至1977年由米歇爾及馬克接手經營，數年後酒的品質才得以大幅提高。1996年，此公司與商標上加上盲文，成為公司產品的特點。